# Mujeres y niños primero

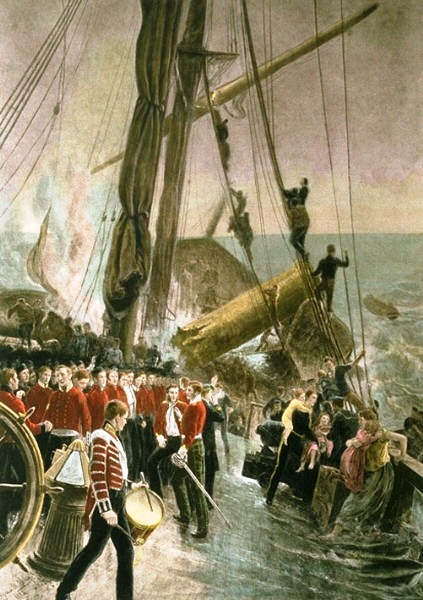
Pintura de Thomas Hemy del HMS Birkenhead que ilustra este código.

La frase «mujeres y niños primero» es un código de conducta no oficial y de roles de género según el cual se debía salvar primero la vida de las mujeres y los niños en una situación de riesgo vital, típicamente al abandonar el barco, cuando los recursos de supervivencia, como los botes salvavidas, eran limitados. Sin embargo, dicha frase no responde ni tiene ninguna base en el derecho marítimo.
En los siglos XIX y XX, «las mujeres y los niños primero» se consideraba un ideal caballeresco. El concepto «fue celebrado por los comentaristas victorianos y eduardianos como una práctica de larga data - una 'tradición', 'ley de la naturaleza humana', 'la antigua caballería del mar', 'transmitida en la carrera'». Su práctica aparecía en los relatos de algunos naufragios del siglo XVIII, con una mayor conciencia pública durante el siglo XIX. Entre las invocaciones más destacadas del concepto se encuentran la evacuación en 1852 del buque de guerra HMS Birkenhead y, sobre todo, el hundimiento del RMS Titanic en 1912. A pesar de su importancia en el imaginario popular, la doctrina se aplicó de forma desigual. El uso de «las mujeres y los niños primero» durante la evacuación de Birkenhead fue una «célebre excepción», utilizada para establecer una tradición de caballerosidad inglesa durante la segunda mitad del siglo XIX.
Según un experto, en las evacuaciones actuales se suele ayudar a escapar primero a los más vulnerables, que suelen ser los heridos, los ancianos o los niños muy pequeños.

## Historia
La práctica de las mujeres y los niños se generalizó a raíz de las acciones de los soldados durante el hundimiento del buque de tropas de la Royal Navy HMS Birkenhead en 1852 tras chocar con las rocas. El capitán Robert Salmond RN ordenó al coronel Seton que enviara hombres a las bombas de cadena; sesenta fueron dirigidos a esta tarea, otros sesenta fueron asignados a los aparejos de los botes salvavidas y el resto se reunió en la cubierta de popa para levantar la parte delantera del barco. Las mujeres y los niños fueron colocados en el cúter del barco, que yacía al costado. El hundimiento fue conmemorado en periódicos y pinturas de la época, y en poemas como el de Rudyard Kipling de 1893 "Soldier an' Sailor Too".

## Críticas
La frase ha sido blanco de críticas, al promover forzadamente roles de género y con ello, atrasar el progreso. Lucy Delap, autora especializada en estudios de género de la Universidad de Cambridge, ha concluido que el hecho de salvar primeramente a las mujeres que a los hombres en una situación de urgencia podía ser «un medio de subrayar las diferencias de los sexos y justificar las desigualdades». Considera que dicha frase fue utilizada en su momento para debilitar la lucha por el sufragio femenino en el Reino Unido.
Al ser el caso más notorio, la mayoría de los que han criticado la frase suelen apuntar al hundimiento RMS Titanic. Por ejemplo, la anarquista feminista Emma Goldman publicó un artículo del Denver Post titulado «El sufragio, un golpe para las mujeres del Titanic», preguntándose si las mujeres de la época luchaban por la equidad sólo en las urnas o estatutos políticos, mientras fuera de ahí se sentían cómodas con los roles con los que socialmente fueron asignadas.

## Estudios
Varios estudios que han abordado la frase revela que esta, si bien existente en accidentes marítimos sucedidos luego del HMS Birkenhead y el RMS Titanic, constituye como una excepción a la norma. El profesor y economista Mikael Elinder incluso lo considera un «mito», puesto que la realidad es que cada persona vela por sí mismo. Edward Galea, profesor de la Universidad de Greenwich, afirmó que el caso del Titanic fue alimentado por la industria de Hollywood mediante la película de 1997 y una reliquia de la caballerosidad victoriana.
Lucy Delap ha observado que esta regla nisiquiera aplicaba a todas las clases de mujeres:

Resultó que no todas las mujeres merecían la misma protección en el mar. Las mujeres de clase baja —esposas de marineros o soldados, o emigrantes pobres— eran frecuentemente excluidas de la norma, y las mujeres de color eran igualmente marginadas.